# Armoriale dei comuni del libero consorzio comunale di Enna
Questa pagina contiene le armi (stemmi e blasonature) del libero consorzio comunale di Enna e dei suoi 20 comuni.
| Stemma                  | Comune e blasonatura | Gonfalone e/o bandiera |
| ----------------------- | --- | ---------------------- |
|                         | Agira D’azzurro all’effigie di San Filippo di colorito bronzeo nel volto e nelle mani, al naturale, rivestita di paramenti sacri, in atto di predicare, sostenente con la mano sinistra il Libro dei SS. Evangeli; con la destra benedicente; lo scudo accollato all’aquila coronata. Ornamenti esteriori da Comune D.C.G. del 26 settembre 1932 Gonfalone: drappo di rosso… |                        |
|                         | Aidone |                        |
| Stemma usato dal Comune | Assoro D'azzurro, al monte di tre cime di verde poste sopra una fascia abbassata di rosso e sormontata nel cantone sinistro del capo, da una stella di otto raggi raggiante, d'oro. R.D. del 13 agosto 1932 Stemma usato dal comune: d'argento, al monte di tre cime di verde poste sopra una fascia in divisa di rosso e sormontata nel cantone sinistro del capo, da una stella di otto raggi raggiante, d'oro. Motto: Assorini Viri Fortes et Fideles Gonfalone: drappo di colore azzurro, con all'interno lo stemma comunale |                        |
|                         | Barrafranca Partito: nel Primo, di azzurro, all'aquila con il volo abbassato, d'oro, afferrante la lista svolazzante, dello stesso, caricata dal motto, in lettere maiuscole di nero, OLIM CONVICINUM, essa aquila sormontata dalla corona marchionale d'oro; nel SECONDO, d'oro, alla torre di rosso, mattonata di nero, chiusa dello stesso, finestrata di due in fascia, di nero, merlata alla guelfa di quattro, fondata sulla pianura di verde. Ornamenti esteriori da Comune D.P.R. dell'11 settembre 1996 Gonfalone: drappo di rosso, riccamente ornato i ricami d'argento e caricato dallo stemma sopra descritto con la iscrizione centrata in argento, recante la denominazione del Comune. Le parti di metallo ed i cordoni saranno argentati. L'asta verticale sarà ricoperta di velluto rosso, con bullette argentate poste a spirale. Nella freccia sarà rappresentato lo stemma del Comune e sul gambo inciso il nome. Cravatta con nastri tricolororati dai colori nazionali frangiati d'argento |                        |
|                         | Calascibetta Un'aquila coronata con ali espanse, in fondo azzurro e giallo diviso verticalmente, reggente tra gli artigli uno stretto cartiglio col motto: "Victoriosa et fidelissima urbs calaxibectae". Lo scudo coronato in petto è diviso in quattro vane: nel primo tre barre innalzate e due incrociate e negli angoli laterali due piccole aquile nere, una per ciascun lato; nel secondo un leone rampante su di un monte; nel terzo un leone coronato e separato, un monte; nel quarto tre barre innalzate e due incrociate e negli angoli laterali a sinistra un castello merlato con bandiera, a destra una piccola aquila nera Gonfalone: drappo partito di azzurro e di giallo… |                        |
|                         | Catenanuova Interzato in calza ritondata: il PRIMO, di azzurro, alla torre d'oro, murata di nero, chiusa e finestrata dello stesso, merlata di tre, ogni merlo a sua volta merlato di tre piccoli merli alla guelfa, addestrata dalla punta di alabarda, posta in banda, d'argento, essa torre accompagnata all'ingiù da quattro stelle di sei raggi d'oro, tre e una, alternate dalla fascia diminuita, dello stesso; il SECONDO, d'oro, al libro d'argento, aperto, con i tagli di rosso, accompagnato in capo dall'arcobaleno di cinque pezzi, di azzurro, d'oro, di rosso, d'argento, di verde; il TERZO, campo di cielo, alla effigie di San Prospero Martire, quale rappresentato come patrono di Catenanuova, in maestà, aureolato d'oro, il viso, le mani, le gambe di carnagione, capelluto di nero, vestito con la tunica d'oro, munita del colletto d'argento, con la sovrattunica aperta, di azzurro, con il grande manto di rosso, con gli stivali di cuoio al naturale, il Santo tenente con la mano destra la palma del martirio, di verde, con la mano sinistra il vessillo di porpora con l'asta di nero, essa effigie sostenuta da esiguo basamento d'oro, questo fondato in punta. Sotto lo scudo, su lista bifida e svolazzante d'oro, il motto, in lettere maiuscole di nero, LEX DOCTRINA ET LABOR MUNUS MEUM. Ornamenti esteriori da Comune. Gonfalone: Drappo di porpora D.P.R. del 7 aprile 2003, concessione di stemma e gonfalone | Gonfalone Bandiera     |
|                         | Centuripe Effigie a forma di scudo, sovrastato da una corona turrita composta da 5 torri merlate, con sovrastante scritta MUNICIPIO - lo scudo è delimitato da una striscia di colore oro diviso in due parti: nella parte superiore al centro trova posto la Dea CERERE con manto rosso in mezzo a campo di grano con in testa corone di spighe. Con il braccio destro sorregge una cornucopia di spighe, mentre la mano sinistra tiene una falce nell'atto di tagliare una spiga di frumento, sullo sfondo del campo trovano posto delle montagne. Alla destra della Dea Cerere trovasi un albero di mandorlo. Nella parte sottostante lo scudo si rileva un aratro su campo di grano sulla cui punta trova posto un uccello, con una continuità di montagne nello sfondo. Lo scudo è contornato sia nella parte destra che nella parte sinistra, di spighe di grano di colore oro. Nella sua parte sottostante trovasi la scritta: ΚΕΝΤΟ - ΡΙΠΙΝΩΝ in oro su sfondo azzurro - con sottostante la scritta "Di Centuripe" con caratteri su sfondo azzurro contornati di oro. Gonfalone: Drappo di colore granata nel centro del quale è posto lo stemma dell'Ente |                        |
|                         | Cerami |                        |
|                         | Enna Di verde al Castello di tre torri merlate alla ghibellina, quella di mezzo cimata da tre spighe di frumento, il tutto d'oro. Lo scudo accollato all'aquila bicipite di nero con corona ducale che posa e abbraccia ambo le teste e col volo abbassato di nero, membrata d'oro, linguata di rosso. Motto: ‘Urbs Inespugnabilis Henna’. Il tutto in scudo sannitico di rosso. Gonfalone: Drappo di colore verde riccamente ornato di ricami d'oro, caricato dello stemma sopra descritto, con l'iscrizione centrata in oro: CITTÀ DI ENNA. Le parti di metallo ed i cordoni saranno argentati. L'asta verticale sarà ricoperta di velluto verde con bullette dorate poste a spirale. Nella freccia sarà rappresentato lo stemma della Città e sul gambo inciso il nome. Cravatta e nastri tricolorati dai colori nazionali, frangiati d'oro. Decreto del 18 gennaio 1945 | Gonfalone Bandiera     |
|                         | Gagliano Castelferrato |                        |
|                         | Leonforte |                        |
|                         | Nicosia Gonfalone: drappo di bianco… |                        |
|                         | Nissoria d'azzurro troncato da un filetto d'argento; in capo al covone di spighe di grano al naturale, posto in palo; in punta all'albero di olivo nodrito [sic] di verde e sradicato.Ornamenti esteriori da Comune R.D. del 22 maggio 1942 Gonfalone: drappo d'azzurro… |                        |
|                         | Piazza Armerina D'argento, al palo di rosso. Ornamenti esteriori da Città Gonfalone: Drappo di rosso riccamente ornato di ricami d'oro e caricato dello stemma sopra descritto con la iscrizione centrata in oro, recante la denominazione della Città. Le parti di metallo ed i cordoni saranno dorati. L'asta verticale sarà ricoperta di velluto rosso, con bullette dorate poste a spirale. Nella freccia sarà rappresentato lo stemma civico e sul gambo inciso il nome. Cravatta con nastri tricolorati dei colori nazionali fregiati d'oro. Bandiera: drappo trinciato di rosso e di bianco recante centralmente lo stemma civico di cui al D.P.R. 13 marzo 1989. Detto stemma è accompagnato nella parte inferiore dalla scritta in lettere maiuscole di rosso: Urbs Opulentissima. L'asta verticale sarà ornata dalla cravatta con nastri tricolorati dai colori nazionali frangiati d'oro D.P.R. del 21 settembre 2011 | Gonfalone Bandiera     |
|                         | Pietraperzia |                        |
|                         | Regalbuto Partito: al primo d'argento, all'aquila coronata, al naturale, dal volo abbassato: al secondo d'azzurro, alla Madonna del soccorso, coronata d'oro, su campagna di verde. DPCM 29 dicembre 1953 Gonfalone: Drappo partito d'azzurro e d'argento. DPR 26 settembre 1954 |                        |
|                         | Sperlinga Ha uno sfondo di colore giallo ed è rappresentato da una cornice, avvolta da un ramo di ulivo sul lato sinistro e da un ramo di quercia sul lato destro, con una corona nella parte superiore. All'interno della cornice sono rappresentati due leoni rampanti attorno ad un albero di pino. Nella parte inferiore vi è un festone con la scritta "Sperlinga" |                        |
|                         | Troina Scudo modello sannitico moderno con il fondo azzurro su cui campeggia un castelletto rosso a tre torri merlate alla guelfa, con la mediana più alta rispetto alle altre due, che poggia su un piano gradinato a tre con un cane passante campito d'argento. Lo stemma è ornato, in alto, con una corona di Comune ed, ai lati, con un ramoscello di quercia a sinistra, che si congiungono allacciati da un cordoncino di colore marrone alla base dello scudo Gonfalone: Drappo partito di azzurro e di rosso, ornato con ricami d'argento e caricato dello stemma comunale con l'iscrizione centrata in argento: Comune di Troina. Le parti di metallo ed i cordoni sono argentati. L'asta verticale è ricoperta di velluto dai colori rosso ed azzurro del drappo alternati con bullette argentate poste a spirale. Nella freccia è rappresentato lo stemma del Comune e su inciso il nome. Cravatta e nastri ricolorati dai colori nazionali frangiati d'argento |                        |
|                         | Valguarnera Caropepe |                        |
|                         | Villarosa Scudo sannitico azzurro sormontato da una corona argentea. Al centro dello scudo una rosa di colore rosa con gambo e foglie alla cui base si intrecciano spighe di grano, cinque a sinistra e cinque a destra. Lo scudo è abbracciato da due rami d'albero legati alla base da nastro bianco: a destra un ramo con foglie d'alloro, a sinistra un ramo con foglio di quercia. Ai piedi dello scudo è posta l'iscrizione Villarosa. |                        |